# Yaakov Yitzchak Rabinowicz
Yaakov Yitzchak Rabinowicz (en polaco: Jakub Izaak Rabinowicz) (1766-1813), también conocido como Yid HaKadosh, el Judío santo, fue el fundador de la dinastía jasídica Peshischa (en yidis: פשיסחא) una secta jasídica de Przysucha, Polonia, la cual tenía una aproximación racionalista al jasidismo, y estaba centrada en el estudio del Talmud babilónico, y formaba un contrapoder frente al jasidismo de Lublin, basado en los milagros. Rabinowicz tenía una corte rabínica ubicada en la Gran Sinagoga de Przysucha.

## Biografía
Rabinowicz nació en 1766. Era un discípulo del Vidente de Lublin, con el cual rompió, y fue el maestro del rabino Simcha Bunim de Peshischa, al cual pasó el timón de su movimiento, y fue también el ancestro de la dinastía jasídica Biala. Rabinowicz falleció en 1813.

## Legado
Sus enseñanzas están documentadas en una obra póstuma, "Las maravillas del judío" (en hebreo: נפלאות היהודי) transliterado: Niflaot HaYehudi ). El jasidismo de Peshischa continuó y se transformó en muchas diferentes ramas, entre ellas: Kotzk, Izhbitza-Radzin, Warka, Guer, y Aleksander.